# 라스무스 쉴레르
라스무스 빌헬름 쉴레르(핀란드어: Rasmus Vilhelm Schüller, 1991년 6월 18일 ~ )는 유르고르덴과 핀란드 국가대표팀에서 미드필더로 활약하는 핀란드의 프로 축구 선수이다.

## 구단 경력

### 초기 경력
쉴레르는 고향 에스포에 위치한 FC 카시시에서 경력을 시작했다. 이후 라이벌인 호지로 이적했다.

### 홍카
쉴레르는 2008년 핀란드 리그컵에서 홍카 유니폼을 입고 데뷔했다. 그는 2008년 8월, RoPS와의 첫 베이카우스리가 경기에서 뛰었다. 2008년 12월, 쉴레르는 2011년 시즌이 끝날 때까지 에스포에 머물게 하는 계약을 홍카와 체결했다.
쉴레르는 18세 생일이 지난 2009년 6월, 쿠오피온 팔로세우라와의 경기에서 팀이 승리를 거둔 지 일주일도 채 되지 않아 홍카의 첫 리그 골을 기록했다. 쉴레르는 유럽 클럽 대회 데뷔 전에서 골을 넣으며 팀의 두 번째 골을 넣었다. 2009년 7월 16일, 홍카가 유로파리그에서 웨일스 팀 뱅고어 시티를 꺾으며 팀의 두 번째 골을 넣었다. 2009년 8월, 쉴레르는 홍카의 두 번째 리그 골을 넣었고, 팀이 탐페레 유나이티드를 상대로 3-1 승리를 거두는 데 기여하면서 경기 최우수 선수로 선정되었다.
2009년 9월 22일, 쉴레르가 2012년 시즌이 끝날 때까지 새로운 계약을 체결했다고 발표되었다.

### HJK
2012년 2월, HJK는 홍카의 쉴레르와 팀 동료 뎀바 사비지를 200,000유로에 영입한다고 발표했다. HJK는 라피트 빈을 상대로 총 5-4 승리를 거두며 2014년 유로파리그 조별 리그에 진출했다.

### BK 헤켄
2015년 10월 7일, 쉴레르는 2016년 시즌을 위해 스웨덴의 알스벤스칸 팀인 BK 헤켄으로 이적하기로 합의했다. 그 후 쉴레르는 2015년 10월 28일, HJK 팀 동료인 뎀바 사비지와 함께 BK 해켄으로 이적했다.

### 미네소타 유나이티드
2017년 1월 24일, 쉴레르는 미네소타 유나이티드와 75만 달러의 이적료로 계약했다.
쉴레르는 2019년 시즌이 끝난 후 미네소타에서 방출되었다.

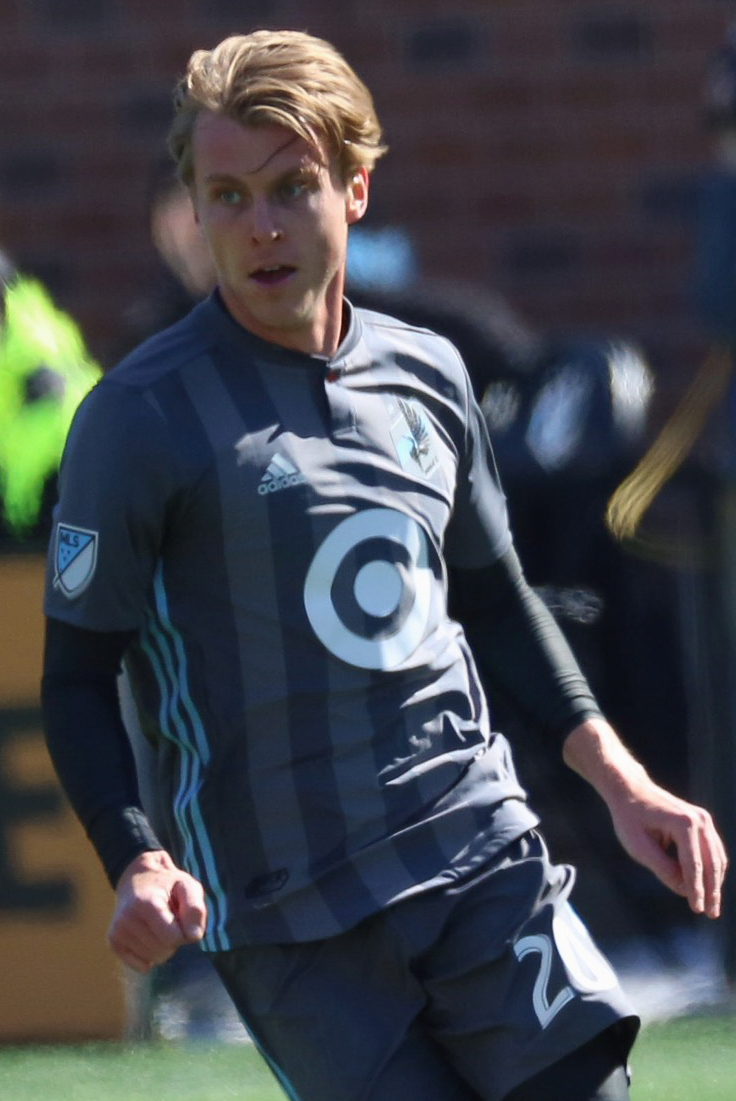
2018년 미네소타 유나이티드에서 뛴 쉴레르

### HJK로의 복귀
2017년 8월 9일, 쉴레르는 시즌이 끝날 때까지 임대 계약을 맺고 HJK에 다시 합류했다.
2019년 말 미네소타와의 계약이 만료된 후, 그는 HJK와 영구 계약을 체결했다.

### 유르고르덴
2020년 말, 쉴레르는 알스벤스칸으로 돌아와 유르고르덴에 합류했다. 이적료는 공개되지 않았지만, 해외 이적과 관련하여 HJK와의 계약 조항에 따른 것이었다.
2022년 1월 8일, 쉴레르는 2025년 말까지 클럽과의 새로운 계약을 연장했다. 2024년 4월 1일, 2024년 시즌 개막전에서 쉴레르는 콜베이든 토르다르손의 태클로 인해 수술이 필요한 발 부상을 입었고, 몇 달 동안 경기에 출전하지 못할 것으로 예상되었다. 7월 25일, 그는 부상에서 회복한 후 프로그레스 니더코른을 상대로 한 UEFA 컨퍼런스리그 예선 경기에서 3-0 승리를 거두며 첫 출전을 했다.

## 국가대표팀 경력
쉴레르는 핀란드 U-21 국가대표팀의 일원이었다.
쉴레르는 2021년 5월 29일, 스웨덴과의 UEFA 유로 2020 대회 전 친선 경기에 소집되었다.
그는 현재 핀란드 국가대표팀의 주장 중 한 명이다.

## 사생활
쉴레르는 독일 혈통을 가진 스웨덴어 사용 핀란드인이다.
쉴레르는 헬싱키 대학교에서 법학을 전공한다.